# Posadowo (powiat gostyński)
Posadowo – wieś w Polsce położona w województwie wielkopolskim, w powiecie gostyńskim, w gminie Krobia. 

## Historia
Miejscowość ma metrykę średniowieczną. Pierwotnie związana była z Wielkopolską. Istnieje co najmniej od początku XV wieku. Wymieniona w łacińskim dokumencie z 1403 pod  obecną nazwą „Posadowo”, 1465 „Poszadowo”, 1510 „Possadowo”, 1530 „Posadowo”, 1564 „Possadouo”.
Miejscowość była początkowo wsią kościelną leżącą w kluczu krobskim należącą do biskupstwa poznańskiego. W 1530 leżała w powiecie kościańskim Korony Królestwa Polskiego. W 1510 należała do parafii Krobia.
Zachowała się treść przywileju sołeckiego wystawionego dla sołtysa Posadowa w 1440 i skopiowanego w 1602.  Według jego treści biskup poznański Andrzej Bniński odnowił w początku XVII wieku przywilej na sołectwo we wsi ponieważ poprzedni biskup poznański Stanisław Ciołek wziął ten dokument od sołtysa Jakuba z Posadowa do zbadania i nie zwrócił go posiadaczowi. Świadkowie zeznali, że do sołectwa posadowskiego należały dwa łany, dwa ogrody, wiatrak, prawo polowania na zające z jednym chartem oraz wolny wypas bydła i trzody. Przodkowie obecnego sołtysa Jakuba osadzili kmieci we wsi na 16 łanach, którzy mieli płacić po jednej grzywnie czynszu, a do tego w naturze daninę z kapłonów, jaj, owsa, krowy, wieprza i skopu. Biskup Andrzej postanowił, że sołtys Jakub i jego następcy mający wykonywać sądy oraz pobierać 1/3 opłat sądowych; mieli też służyć biskupom poznańskim na koniu wartości 3 grzywien. W 1602 biskup poznański Wawrzyniec Goślicki na prośbę Szymona Biernata, sołtysa posadowskiego, transumował ten przywilej.
W 1476 odnotowana została sprawa sądowa mieszkańca wsi. Mikołaj Raj z Posadowa pozwany został o pobicie przez zarządcę kościoła w Poniecu Jana Zemelkę. 
W 1511 Jan sołtys posadowski był świadkiem w sprawie cudów związanych z obrazem NMP w Świętej Górze koło Gostynia. Zeznał on, że podczas jego nieobecności syn wpadł do gnojówki. Jego żona Katarzyna oraz inna kmiotka Wichna Kryrowa, wyciągnęły dziecko i poleciły je opiece NMP spod Gostynia. Jan dowiedział się o wypadku gdy przybył do domu. Chłopiec już ledwo oddychał jednak Jan i jego żona udali się w drogę, by złożyć NMP wotum w intencji uratowania dziecka. W drodze spotkali kobietę z Posadowa, która powiedziała im, aby nigdzie nie szli, gdyż dziecku nic nie będzie. Zawrócili więc do domu, jednak chłopiec nazajutrz zmarł.
Miejscowość odnotowano również w historycznych rejestrach poborowych. W 1510 w Posadowie było 11 łanów osiadłych, 5 łanów opuszczonych oraz dwa łany sołeckie. W latach 1510-1581 płatnikiem podatków z Posadowa był biskup poznański. W 1530 zapłacono podatki od 10 łanów, 6 groszy od jednego łana sołeckiego, a od karczmy 3 grosze. W 1563 miał miejsce pobór podatków od 14 łanów, 2 łanów sołeckich, 5 komorników oraz od karczmy dorocznej. W 1564 we wsi było 18 łanów, w tym 2 łany sołeckie oraz 14 łanów osiadłych. Z każdego łanu osiadłego płacono po jednej grzywnie i 8 groszy czynszu oraz w naturze po 4 ćwiertnie owsa, dwa kapłony, dwa koguty, 10 jaj. Odnotowano także dwa łany opuszczone, z których płacono po jednej grzywnie 8 groszy czynszu. Wykonywano także robociznę (tzw. „robotne”) wartości dwóch talarów. We wsi było 14 kmieci, którzy płacili po 2 groszy daniny zwanej krowne. Karczmarz płacił 18 groszy. We wsi odnotowano też tzw. „kąty”  czyli kawałki roli, zwykle w postaci klina lub półkola wchodzącego w inne pola. We wsi płacono z nich 9 groszy opłaty sądowej zwanej „wiecne” oraz w naturze dawano w owsie oraz kogutach. W sumie z Posadowa płacono wówczas czynsz w wysokości 22 grzywien i 27 groszy, a także w naturze 5 małdratów i 3 ćwiertnie owsa czynszowego, 28 kapłonów, 28 kogutów, dwie kopy oraz 20 jaj, a także wiecne w postaci owsa i kogutów. W 1571 w Posadowie pobrano podatki od 14 łanów kmiecych, dwóch łanów sołeckich, 3 komorników po 4 grosze, od 3 biedniejszych komorników po 2 grosze oraz od karczmy dorocznej. W 1580 miał miejsce pobór od 14 łanów osiadłych, 2 łanów opuszczonych, 2 łanów sołeckich, od 3 komorników po 8 groszy, od 5 komorników po 2 grosze oraz od jednego rzemieślnika.
Wieś duchowna, własność biskupstwa poznańskiego, pod koniec XVI wieku leżała w powiecie kościańskim województwa poznańskiego w Rzeczypospolitej Obojga Narodów.
Wskutek II rozbioru Polski w 1793, miejscowość przeszła pod władanie Prus i jak cała Wielkopolska znalazła się w zaborze pruskim. W okresie Wielkiego Księstwa Poznańskiego (1815-1848) miejscowość należała do wsi większych w ówczesnym pruskim powiecie Kröben (krobskim) w rejencji poznańskiej. Posadowo należało do okręgu ekonomii Krobia tego powiatu i stanowiło część majątku Chumiętki, którego właścicielem był wówczas rząd pruski w Berlinie. Według spisu urzędowego z 1837 roku wieś liczyła 223 mieszkańców, którzy zamieszkiwali 30 dymów (domostw).
W latach 1975–1998 miejscowość należała administracyjnie do województwa leszczyńskiego.
Zobacz też: Posadowo, Posadów